# Mörtschach
Mörtschach är en ort och kommun  i Österrike. Den ligger i distriktet Spittal an der Drau i förbundslandet Kärnten, 300 km sydväst om huvudstaden Wien. 
Kommunen består av nio orter (Ortschaften) (inom parentes invånarantal 1 januari 2024):

- Asten (30)
- Auen (24)
- Lassach (130)
- Mörtschach (269)
- Mörtschachberg (6)
- Pirkachberg (40)
- Rettenbach (60)
- Stampfen (127)
- Stranach (133)